# Saurida pseudotumbil
Saurida pseudotumbil är en fiskart som beskrevs av A.K. Dutt och Sagar, 1981. Saurida pseudotumbil ingår i släktet Saurida och familjen Synodontidae. IUCN kategoriserar arten globalt som otillräckligt studerad. Inga underarter finns listade i Catalogue of Life.